# Trinelise Væring
Trinelise (også stavet Trine-Lise) Væring (født 2. juli 1965) er en dansk sanger, komponist og tekstforfatter. Hun brød igennem i 1995 med et akustisk jazzalbum med egne engelsksprogede sange, men har siden bevæget sig ind over rock- og indie-popgenren, senest med tre dansksprogede albums.
Væring, der bl.a. af Dagbladet Information er blevet omtalt som "en af vore mest spændende og udfordrende kvindelige musikalske kunstnere", har fået særlig anerkendelse for sine sangtekster. I 2008 modtog hun Thøger Olesens førstepris for sangteksten "Thorkild og Ulla" (fra Lystfisker); I forbindelse med udgivelsen af Umanérlig i 2011 omtalte Politiken hende som ”en af de mest hårdnakket personlige sangskrivere, der bedriver deres spil på dansk".
Hun har udgivet syv albums i eget navn og fem CD'er under diverse bandnavne, herunder fire i samarbejde med saxofonisten og komponisten Fredrik Lundin.
Væring har to gange modtaget Statens Kunstfonds præmiering for "Bedste musikudgivelse", i 1997 for In So Many Words og i 2010, sammen med pianisten Jonas Berg, for sangcyklussen Oh Purity.
Stilmæssigt er hun blevet sammenlignet med Rickie Lee Jones  og Lucinda Williams; hun har selv peget på Janis Ian som sin oprindelige inspirationskilde.

## Karriere

### Albums i eget navn

#### When I Close My Eyes(1995: Stunt)
Værings første album i eget navn, hvor hun optræder som sanger, kapelmester og komponist. Indeholder ni sange af Væring, nogle skrevet sammen med Fredrik Lundin, samt Heyman & Levant's "Blame it on My Youth". Musikken er bygget op om en klassisk jazzklavertrio bestående af: Bobo Stenson (flygel), Mads Vinding (bas) og Alex Riel (trommer) m.fl..

#### In So Many Words(1997: Stunt)
Besætningen på dette album er ovennævnte jazztrio samt en række gæster, der er med til at give hver sang sin egen karakterisktiske lyd. Albummet blev kåret i kategorien "Årets jazz" af Svenska Dagbladet, der omtalte hende som "Skandinaviens främsta jazzsångerska och i världklass". Desuden blev udgivelsen præmieret af Statens Kunstfond.

#### When the Dust Has Settled(2000: Stunt)
Her stod Væring for musik, tekster, sang og guitar; besætningen er igen en klavertrio, bestående af Carsten Dahl (flygel), Johannes Lundberg (bas) og Peter Danemo (trommer), samt en strygekvartet. Gaffa tildelte CD'en fire stjerner ud af seks.

#### Trespassing(2003: Stunt)
Markerer et begyndende stilskift til, hvad Gaffa, der gav CD'en fem ud af seks stjerner, beskrev som en "fusion af pop, rock og moderne jazz". Væring stod for musik, tekster og vokal; øvrige musikere var Thor Madsen (guitar), Jonas Berg (keyboard), Johannes Lundberg (bas) m.fl..
 Produceret af Kæv Gliemann.

#### Lystfisker(2008: Word for Word)
Med dette første dansksprogede albm tager Væring for alvor skridtet over i rockformatet; Politiken bemærkede i den forbindelse, at det at "skifte raffinerede jazzfraseringer ud med rockens mere blodige udfordringer er en udfordring, Trinelise Væring takler med lige dele musikalsk overblik, vokal power og afvæbnende charme." For sangteksterne, der af Politiken blev beskrevet som "mundret nul-nonsenslyrik … Sarte, smarte og stridbare sange om at begære, blive begæret, elske og blive forladt," modtog hun den netop indstiftede Thøger Olesen Pris.
Dagbladet Information var også begejstrede for tekstuniverset og skrev: “Trinelise Væring har begået en af årets bedste dansksprogede cd'er (…) det er bare så fucking godt set, godt skrevet, godt ramt, det hele.”
Musikere på albummet er: Rune Funch (guitarer), Eva Skipper (bas), Anders Holm (trommer).

#### Umanérlig(2011: Word for Word)
Værings andet dansksprogede album, hvor hun forsætter linjen fra Lystfisker. Også i denne anledning fremhævede anmelderne sangteksterne. Berlingske skrev således at "det er en sand fornøjelse at være vidne til en så fortrinlig en sangskrivning"; mens Gaffa konstaterede, at "Væring manifesterer (igen), at hun er i sangskriverklasse 1 her til lands."
Musikere på albummet er: Trinelise Væring (guitar, sang), Andreas Kaehne (guitar), Marie Louise von Bülow (bas), Bjørn Heebøll (trommer). Producer: Dennis Ahlgren

#### Du går ind ad en dør(2018: Word for Word)
Et "album, hvor Væring raffinerer sin egen traditionalistiske stil, der blander soul, jazz, pop og rootsrock til et robust swingende bud på, hvad man i gamle dage ville have kaldt begavet mainstream" (Politiken). Adskiller sig fra de to første dansksprogede albums ved en større besætning med blandt andet hammondorgel og blæsergruppe. Weekendavisen omtalte teksterne som "stærke intelligente sange, der set fra en voksen kvindes perspektiv fortokes karakterfuldt og sikkert af en stemme, som besidder lige det der ekstra."
Musikere på albummet er: Trinelise Væring (sang, western guitar), Una Skott (elektrisk guitar, kor), Otto Sidenius (hammondorgel), Maj Berit Guassora (trompet, flygelhorn, kor), Mia Engsager (basun, kor), Fredrik Lundin (baryton- og tenorsax, fløjte, basfløjte), Jeppe Skovbakke (bas), Anders Provis (trommer). Produceret John Raham.

### Under bandnavn

#### Lundin/Væring + 12: People Places Times & Faces(1993: Storyville)
Værings egentlige pladedebut som sanger og tekstforfatter var med jazzalbummet People Places Times & Faces. Musikken på pladen var komponeret og arrangeret af Fredrik Lundin, der også spillede saxofoner og tværfløjter; blandt det ni mand store orkester var bl.a Kenneth Knudsen, Audun Kleive og Palle Danielsson.

#### Dos Mundos: Desde el norte(1997: Stunt)
Ensemblet Dos Mundos var et samarbejde mellem Tangoorkestret, www.tangoorkestret.dk Arkiveret 19. juli 2011 hos  Wayback Machine Fredrik Lundin, Jonas Johansen og Væring. De udgav CD'en Desde el Norte, der udover to sange af Væring er en primært jazzet fortolkning af latinamerikanske sange, fortrinsvis fra Mercedes Sosa's repertoire.

#### Offpiste Gurus: Offpiste Gurus(2010: Stunt)
I 2008 dannede Væring og Lundin indie-jazzbandet Offpiste Gurus, der i 2010 udgav albummet Offpiste Gurus med tolv sange af Væring og Lundin. Musikken er en fusion af blues, country, roots, rock og jazz, der i Information beskrives som "i grænselandet mellem straight sanger-sangskriver og eksperimental-rock, det vil sige nogenlunde klassiske sangstrukturer, som så fuckes up på den fede måde i intrikate arrangementer og produktion." 
Orkestret på pladen består af Trinelise Væring (sang), Fredrik Lundin (saxofoner), Rune Funch (guitarer), Thomas Vang og Nicolai Munch-Hansen (begge bas) og Jeppe Gram (trommer).

#### Oh Purity: OH PURITY/Oh Purity In Watching Landscapes(2010: Word for Word) og EP (2017 DR K)
Som bestillingsværk til Wundergundfestivalen i 2010 skrev og arrangerede Væring i samarbejde med pianisten Jonas berg sangcyklussen "Oh Purity", der blev opført i samarbejde med det norske kammerensemble Barokksolistene under ledelse af Bjarte Eike. For opførelsen blev de præmieret af Statens Kunstfonds Tonekunstudvalg for Rytmisk Musik.
Musikken udkom på EP i 2014; samme år kom koncertfilmen Oh Purity in Watching Landscapes, instrueret af Frigge Fri for DR K.
Oh Purity modtog fem hjerter af Politiken, som kaldte den "et sugende smukt og innovativt genremøde.

#### Offpiste Gurus: In Case of Fire(2015: YellowBird)
Offpiste Gurus' andet album blev til i samarbejde med produceren Nikolaj Nørlund og udgivet på tysk label. Gaffa
skrev: "Endnu et modigt og kompromistløst opgør med fastlåste genrer"

Orkestret på pladen er: Trinelise Væring (sang, banjo), Fredrik Lundin (saxofoner og kor), Thomas Vang (bas) og Jeppe Gram (trommer og kor).

### Andre udgivelser

#### Sange(2003: Music Mecca)
I 2003 medvirkede Væring som solist på Lars Davidsen and The Crossover Ensemble's dobbeltcd Sange med tekster af digteren Paul la Cour. Udgivelsen blev tildelt fire hjerter af Politiken.

## Priser og legater
- 1998 Statens Kunstfonds arbejdslegat på 120.000 kr.[8]
- 1998 Præmiering fra Statens Kunstfond på 40.000 kr. for CD'en In So Many Words[8]
- 2008 Thøger Olesens førstepris på 15.000 kr. for lyrikken på CD'en Lystfisker[12]
- 2010 Præmiering fra Statens Kunstfond på 50.000 kr. til deling med Jonas Berg for sangene til Oh Purity[19]

## Galleri
- (2007)
Foto: Hreinn Gudlaugsson
- (2015) 
Foto: Hreinn Gudlaugsson